# Nagihan Avanaş
Nagihan Avanaş (* 23. Mai 1997 in Susuz) ist eine türkische Fußballspielerin.

## Privates
Nagihan Avanaş wurde am 23. Mai 1997 in Susuz geboren. Neben ihrer Fußballkarriere ist sie als Sportlehrerin tätig.

## Karriere

### Verein
Nagihan Avanaş spielte von 2011 bis 2013 im Verein Sosyal Hizmetler Gençlik ve Spor. Nachdem sie zwei Saisons bei Ovacık Gençlik ve Spor in Karabük gespielt hatte, wechselte sie zu Ataşehir Belediyespor in der Türkei. Nachdem sie in der Saison 2016–17 nicht gespielt hatte, wechselte sie im Oktober 2017 zu Kireçburnu Spor. 2019 kehrte Avanaş zu ihrem ehemaligen Verein Ataşehir Belediyespor zurück. Im Dezember 2021 wechselte Avanaş zum neu gegründeten Verein Fatih Karagümrük SK.

### Nationalmannschaft
Am 19. April 2012 debütierte Avanaş in der türkischen U-17-Mannschaft, als sie beim UEFA-Entwicklungsturnier der U17-Frauen gegen Aserbaidschan spielte.